# Лобода Андрій Євгенович
Андрі́й Євге́нович Лобода́ (нар. 10 березня 1978, Запоріжжя — пом. 27 січня 2015, Запоріжжя) — вокаліст та фронтмен музичного гурту Хорта. До 2004 року — член гурту «Speedway». Був благодійником, громадським та політичним діячем, головою Запорізької міської молодіжної громадської організації «Союз молоді регіонів України» (Партія регіонів).

## Творчість
В 1995 виник гурт «Speedway». «Рідні заводські простори» індустріального Запоріжжя надихнули співати рідною мовою в жанрі танцювальної та альтернативної музики. Гурт став візитівкою міста. Давали концерти по всій Україні: Дніпро, Одеса, Луцьк, Луганськ, Запоріжжя, Донецьк, Харків. Гурт «Speedway» випустив багато пісень та два кліпи, близько десяти спільних робіт разом з іншими українськими хіп-хоп гуртами. 
2004-го гурт Speedway переформатувався. 

### Хорта
Андрій Лобода з ще двома учасниками Speedway та трьома іншими музикантами утворили гурт «Хорта», за однією з прадавніх назв острова Хортиця, що розкинувся між дніпровськими берегами Запоріжжя.
Хорта творила в жанрі арт-фолко-хоп. Їхні пісні та кліпи часто містять етнічні та міфологічні елементи козацтва. 

## Хвороба
Влітку 2014 Андрію Лободі діагностували рак підшлункової залози. Через хворобу було скасовано анонсоване турне Україною, яке мало презентувати другий альбом гурту «Хорта». Родина збирала кошти для тривалого лікування, пройшло вісім хіміотерапій в Києві. 
27 січня 2015 року в рідному Запоріжжі Андрій помер. Поховали наступного дня. 